# Мулай Абдалла
Мула́й Абдалла́ (араб. مولاي عبد الله; 30 июля 1935, Рабат, Марокко — 20 декабря 1983, там же) — марокканский принц из династии Алауитов. Наследный принц Марокко с 1961 по 1963 год.

## Биография
Мулай Абдалла родился Рабате. Он был младшим сыном Султана ( а позже Короля) Марокко Мухаммеда V.  Он обучался в Королевском колледже в Рабате. Потом он отправился во Францию, где учился в Сорбоннском университете в Париже.
В 1961 году после смерти отца он стал Наследным принцем, так как в то время у его старшего брата Хасана II не было детей. С рождением в 1963 году сына у Хасана II он лишился титула Наследного принца. Также с 1972 по 1974 год был специальным представителем короля Марроко.
Мулай Абдалла умер в 1983 году от рака почек. Он был похоронен в мавзолее своего отца.

## Брак и дети
В 1961 году он женился на Ламие Эль Салх. В браке родилось трое детей Мулай Хишам (род. 1964), Лалла Зинеб (род. 1971), Мулай Исмаил (род. 1981).